# Diskos

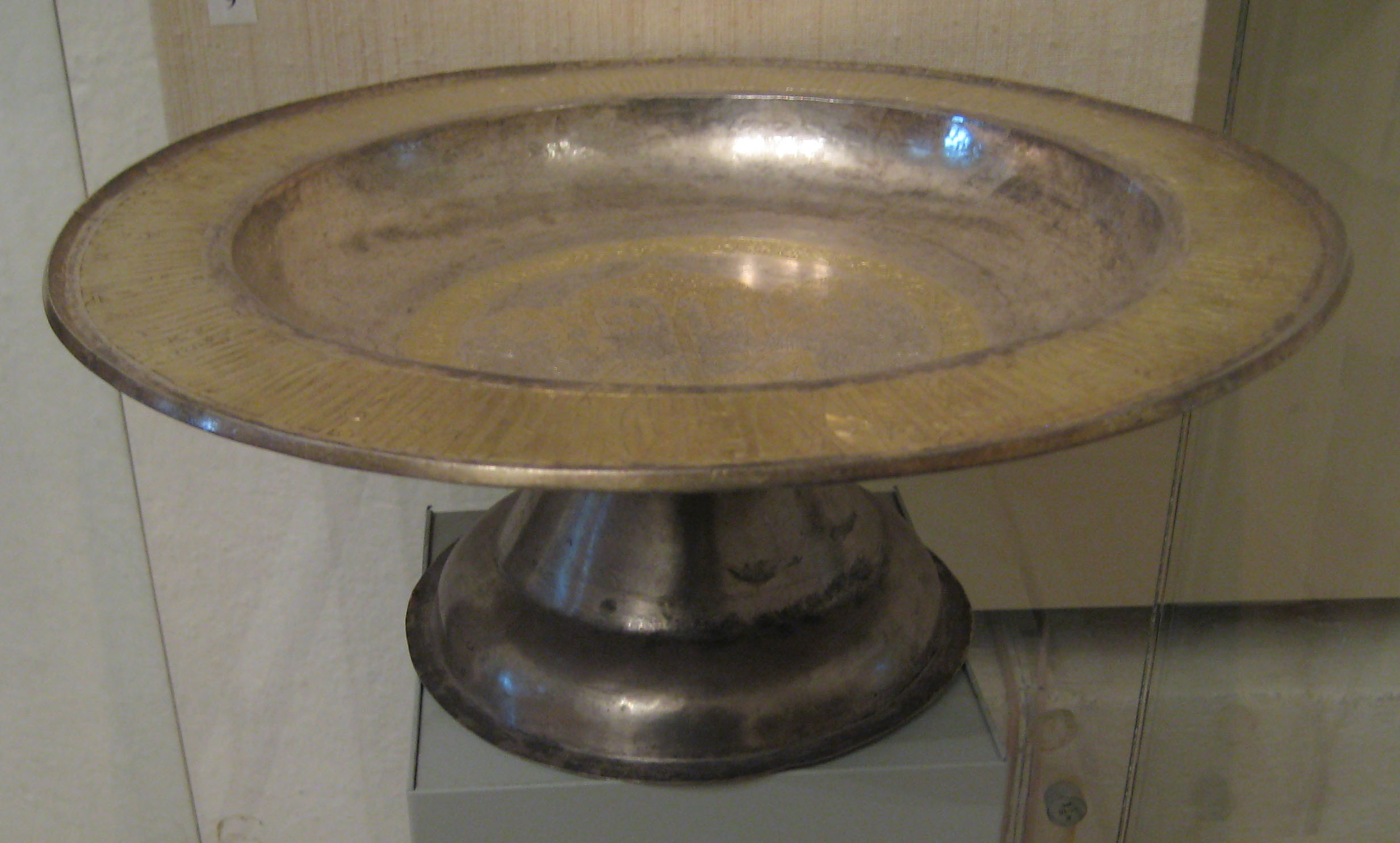
Diskos d'argent doré, XVIe siècle, (Pskov, Russie).

Le Diskos est un instrument du culte des Églises d'Orient — Églises orthodoxes et Églises catholiques de rite byzantin — destiné à recevoir l'Agneau (hostie).
Le Diskos est l'équivalent de la patène dans le rite occidental.

### Articles liés
- Aër
- Astérisque
- Calice
- Cuiller
- Épée
- Patène